# São João do Itaperiú
São João do Itaperiú este un oraș în Santa Catarina (SC), Brazilia.